# چیائو سن
چیائو سن (انگلیسی: Qiao Sen؛ زادهٔ ۱۴ مهٔ ۱۹۹۰) تکواندوکار اهل چین است. وی در بازی‌های المپیک تابستانی ۲۰۱۶ شرکت کرده‌است. 